# Johannes Rövenstrunck
Johannes Rövenstrunck (* 12. Juni 1949 in Buchau) ist ein deutscher Komponist, Musiktheoretiker und Essayist.

## Leben
Johannes Rövenstrunck ist der Sohn des Komponisten Bernhard Rövenstrunck. Er studierte von 1969 bis 1974 in den Fächern Komposition und Klavier an der damaligen Hochschule für Musik im ehemaligen West-Berlin. Zwischen 1974 und 1985 war er hauptsächlich als Jazzpianist, -komponist und Bandleader tätig. Ab 1982 kehrte er allmählich zur Komposition zurück, die ab 1993 sein ausschließliches Betätigungsfeld wurde.

## Werke
Rövenstruncks musikalische Tonsprache wird dadurch gekennzeichnet, dass er die Modalität der Musik bis zu einer freien Zwölftönigkeit durchentwickelt hat, ohne dabei auf Melodie oder deutliche musikalische Form (siehe den Artikel zu Formenlehre) zu verzichten. Das bedeutet, dass alles erlaubt und somit nichts verboten ist. „Ich erhebe nicht den Anspruch, den Ausweg aus der Krise des Komponierens gefunden zu haben. Mein Werk ist mein Ausweg aus dieser Krise…“ (Rövenstrunck in einer Dokumentation des niederländischen Radiosenders KRO am 1. Dezember 2000).

### Klavierwerke
- 10 Sonaten
- einige Sammlungen Preludes und Etüden
- 10 große Poeme
- Miniaturen (eine vollständige, freitonale Klavierschule)
- 4 Suiten
- zahlreiche kleinere Stücke

### Musiktheater
- Die Zauberlehrlinge (ein satirisches Musiktheater nach einem eigenen Libretto)
- Satiricon (ein satirisches Musiktheater nach eigenen Schüttelreimen)

### Kammermusik
- 3 Sonaten für Cello und Klavier
- 3 Kammerkonzerte für verschiedene Besetzungen
- 2 Streichquartette
- 2 Liederzyklen für verschiedene Besetzungen

### Konzerte
- 5 Klavierkonzerte (mit großem Orchester)
- Concertino (für Klavier und Orchester)
- Doppelkonzert für Cello, Klavier und Orchester

### Orchestermusik
- Sinfonia Catalana
- 154 Shakespeare-Sonette in der Nachdichtung von Karl Kraus

### Volksmusikbearbeitungen
- 20 brasilianische Volkslieder für zwei Klaviere
- 58 katalanische Volkslieder für Klavier solo

### Scarlatti-Projekt
Rövenstrunck tritt auch für vergessene oder unterschätzte Musik der Vergangenheit ein. So hat er sein Scarlatti-Projekt gestartet. Dieses beinhaltet eine Gesamtaufnahme der 555 überlieferten Sonaten Domenico Scarlattis und ein Buch über diese Sonaten, das als Download auf seiner Website zur Verfügung steht. Die Aufnahmen sind auf seinem Youtube-Kanal veröffentlicht.

### Schriften
Zu den Schriften gehören u. a. Die dodekatonische Musik, eine theoretische Erfassung und Aufarbeitung der von Rövenstrunck entwickelten eigenen musikalischen Tonsprache. Diese Schrift, eine Materialstudie, beschäftigt sich eingehend mit den Modi, einer Neuordnung der Intervalle, den möglichen Drei- bis Fünfklängen (mehrere Hundert nur in engster Lage), und Techniken, die zu einer musikalischen Erkennbarkeit und einer gefühlsmäßigen Rezeption dieser Musik führen können wie etwa die Technik der Keimzelle (Musik). Des Weiteren enthält sie einige satirische Betrachtungen des zeitgenössischen Musiklebens.